# 12602 Tammytam
A 12602 Tammytam (ideiglenes jelöléssel 1999 RT183) a Naprendszer kisbolygóövében található aszteroida. A LINEAR projekt keretében fedezték fel 1999. szeptember 9-én.